# Återkomsten (novell)

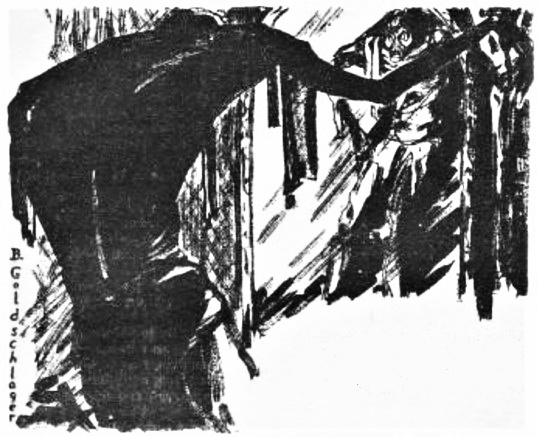
Illustration ur novellen

Återkomsten (The Outsider) är en novell av den amerikanske författaren H.P. Lovecraft som skrevs i mars-augusti 1921. Den utkom första gången i den amerikanska science fiction- och skräcktidskriften Weird Tales i april 1926. Novellen är en av de populäraste i tidskriften Weird Tales historia och en av Lovecrafts oftast tryckta noveller.
Den utkom i en första svensk översättning 1973 i novellsamlingen "Skräckens labyrinter" och har senare nyöversatts med titeln Främlingen.

## Handlingen
Berättaren lever ensam i ett gammalt slott utan speglar. Han grubblar över vem  han är och hur världen utanför ser ut. En dag bestämmer han sig för att ta reda på det.